# 月のナトリウム尾
月のナトリウム尾（つきのナトリウムび、Sodium tail of the Moon）は、月から「尾」のように伸びるナトリウム原子のガスである。裸眼では見えないほど薄く、数十万マイルの長さがある。
1998年にしし座流星群を観測していたボストン大学の科学者によって発見された。月は常にその表面からナトリウム原子のガスを放出しており、太陽の放射圧がこの原子を太陽と反対方向に加速し、太陽の逆方向に長い「尾」が形成される。1998年のしし座流星群は、月の表面からのナトリウムガスの放出を増やすことで、一時的にこの尾の質量を3倍にした。小さな流星塵は日常的に月面に衝突しており、月の「尾」を形成するが、しし座流星群はこの働きを強め、通常よりも地球から観測しやすくした。